# Amerang
Amerang è un comune tedesco di 3 574 abitanti, situato nel land della Baviera.

## Monumenti e luoghi d'interesse
- Castello di Amerang